# Elephantis
Elephantis was een oud-Griekse schrijfster ten tijde van de Julisch-Claudische dynastie. Haar werken zijn verloren gegaan, maar uit beschrijvingen van onder andere Suetonius weten we dat haar werk zich bezighield met erotiek, voorbehoedsmiddelen en de bevalling. Keizer Tiberius zou (aldus Suetonius) haar complete oeuvre hebben meegenomen naar Capri. Haar werk wordt ook in de Priapea, een verzameling scabreuze gedichten, genoemd.

## Antieke bronnen
- Carmina Priapea 4.
- Martialis, Epigrammata XII 43.4.
- Plinius maior, Naturalis Historia XXVIII 81.
- Suetonius, Tiberius 43.

## Referentie
- art. Elephantis, in F. Lübker - trad. ed. J.D. Van Hoëvell, Classisch Woordenboek van Kunsten en Wetenschappen, Rotterdam, 1857, p. 317.